# Grande Prêmio do Canadá de 2018
O Grande Prêmio do Canadá de 2018 (formalmente denominado Formula 1 Grand Prix Heineken du Canada 2018) foi a sétima etapa da temporada de 2018 da Fórmula 1. Disputada em 10 de junho de 2018 no Circuito Gilles Villeneuve, Montreal, Canadá

## Relatório

### Treino Classificatório
Q1
A etapa inicial do treino começou com uma imagem incrível: o motor Ferrari da Haas de Romain Grosjean soltou muita fumaça quando ele deixava a garagem. O motivo, segundo a equipe, não foi uma quebra da unidade de potência, mas um vazamento de óleo, que caiu nas partes quentes do carro e causou a fumaça.
Todos entraram na pista com pneus hipermacios, e a Ferrari começou dando as cartas. Primeiro, Vettel cravou 1m12s110, mas logo em seguida Raikkonen marcou 1m12s050. Os dois permaneceram na pista e, na sequência de voltas, o alemão melhorou para 1m11s824, enquanto o finlandês foi ainda mais veloz, com 1m11s725. Ainda com o mesmo jogo de pneus, Vettel fez 1m11s710.
Verstappen chegou a fazer o melhor primeiro setor, mas ficou a 0s298 da marca de Vettel, em quarto, enquanto Bottas foi 0s058 mais rápido. Já Hamilton cometeu um pequeno erro e inicialmente ficou em quinto, à frente de Ricciardo.
Em seu 300º GP, Fernando Alonso esteve sob risco de não avançar ao Q2 até o último minuto, mas ficou em 14º, à frente de seu companheiro de McLaren Stoffel Vandoorne. Entre os eliminados, destaque para mais um péssimo treino da Williams, que vai largar na penúltima fila, com Lance Stroll e Sergey Sirotkin, enquanto Marcus Ericsson, que chegou a beijar o muro, vai largar ao lado de Grosjean, em 19º.
Eliminados: Pierre Gasly (Toro Rosso), Lance Stroll (Williams), Sergey Sirotkin (Williams), Marcus Ericsson (Sauber) e Romain Grosjean (Haas).
Q2
O começo do Q2 viu os pilotos de Ferrari e Mercedes trocarem os pneus hipermacios pelos ultramacios, já que o regulamento obriga a largada com os compostos usados na melhor volta na segunda parte do treino. Vettel e Raikkonen começaram mais rápidos, mas Bottas assumiu o primeiro lugar, enquanto Hamilton errou e ficou apenas em quarto na primeira rodada de tentativas.
Já a RBR optou por permanecer com os hipermacios, os mais aderentes no fim de semana. Assim como nos treinos anteriores, Ricciardo inicialmente não conseguiu grande coisa e ficou em sexto, enquanto Verstappen voltou a andar forte e assumiu o primeiro lugar, 0s042 à frente de Bottas.
Mas na segunda rodada de tentativas, enquanto os pilotos de Ferrari e Mercedes não melhoraram com os hipermacios, Ricciardo apareceu do nada e estabeleceu a melhor volta da história do circuito Gilles Villeneuve, com 1m11s434, superando a marca de Verstappen em 0s038.
Já a McLaren, se passou raspando pelo Q1, naugrafou no Q2, ficando com Alonso em 14º e 15º, justamente no aniversário de 50 anos da primeira vitória da equipe, no GP da Bélgica de 1968, com o fundador Bruce McLaren.
Eliminados: Kevin Magnussen (Haas), Brendon Hartley (Toro Rosso), Charles Leclerc (Sauber), Fernando Alonso (McLaren) e Stoffel Vandoorne (McLaren).
Q3
O Q3 começou com as duplas de Ferrari e Mercedes de volta aos hipermacios. Até então discreto, Bottas fez uma excelente volta de 1m10s857, melhorando a marca anterior de Ricciardo. Mas logo em seguida, Vettel assumiu a pole provisória, 0s081 à frente do finlandês, com Raikkonen em terceiro. Sem terem à disposição muito mais potência para o Q3, Verstappen e Ricciardo ficaram em quarto e sexto na primeira tentativa, com Hamilton entre eles.
Na última tentativa, Hamilton chegou a fazer seus dois melhores primeiros setores, mas, a exemplo do que ocorrera no Q2, travou os pneus no cotovelo e perdeu tempo. Vettel foi ainda mais veloz e consolidou a pole position com 1m10s764, o melhor tempo já registrado em 40 anos no circuito Gilles Villeneuve.

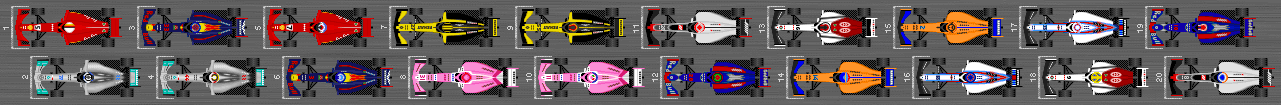
Grid de Largada

### Corrida
Quando as luzes se apagaram no grid, o pole Sebastian Vettel saltou bem e impediu qualquer ataque de Valtteri Bottas, que, na verdade, precisou trabalhar para neutralizar a investida de Max Verstappen, que contornou o primeiro S ao lado do finlandês, mas teve de tirar o carro na sequência e ficando mesmo em terceiro. Quarto colocado, Lewis Hamilton largou com cuidado e chegou a ver a Ferrari de Kimi Räikkönen a seu lado, mas o nórdico perdeu a disputa e acabou perdendo o quinto posto para Daniel Ricciardo. Um pouco atrás, Esteban Ocon também foi capaz de ultrapassar Nico Hülkenberg e assumir o sétimo posto. Carlos Sainz, Sergio Pérez e Charles Leclerc completavam os de dez primeiros. Só que a volta de abertura da etapa em Montreal não passou sem incidentes.
Na aproximação da curva 5, Lance Stroll se queixou de um pneu furado e perdeu o controle do carro, espremendo Brendon Hartley, que tentava a ultrapassagem por fora. O neozelandês, então, saiu do carro e engantou na Williams. Resultado: os dois fora da pista e da corrida. Por conta do acidente, a direção de prova acionou o safety-car para a retirada dos carros e limpeza da área de escape. Neste meio tempo, Stoffel Vandoorne, com um furo de pneus, e Marcus Ericsson foram aos boxes e já trocaram para os compostos supermacios.
O carro de segurança ficou à frente do pelotão até a volta 4. Quando deixou a pista, Vettel soube abrir diferente e relargou sem qualquer ameaça. Bottas, Verstappen, Hamilton, Ricciardo, Räikkönen, Ocon e Hülkenberg eram os oito primeiros. Mais atrás, Sainz tentou superar Pérez, mas ambos acabaram se tocando. Pior para o mexicano, que escapou na primeira curva, retornando na 13ª posição. O piloto da Force India, então, foi aos boxes logo na volta 10 e também aceitou os supermacios. O colega dele, Ocon, fez a troca duas passagens depois. Hülkenberg teve o mesmo comportamento na volta 14.
Os primeiros pit-stops entre os ponteiros aconteceram na volta 17. Verstappen entrou e mudou os hipermacios para os supermacios. O inglês da Mercedes fez o mesmo, mas se desfazendo dos ultramacios da largada. Só que o #44 acabou tendo problema na saída dos boxes, quando quase rodou ao botar os pneus na grama. O incidente o fez perder posição para Ricciardo, que entrou na sequência e voltou à frente do britânico. O australiano também descartou os hipers para ganhar novos supermacios.
A Mercedes precisou adiantar muito o pit-stop de Hamilton, porque o carro apresentada uma falha do sistema de refrigeração. Na parada, a equipe alemão conseguiu corrigir o problema. Mas o inglês perdeu tempo demais nos boxes.
A ordem da corrida com 20 voltas era: Vettel, Bottas, Räikkönen, Verstappen, Ricciardo, Hamilton, Gasly, Magnussen, Grosjean, Hülkenberg, Sainz, Ocon, Alonso, Leclerc, Sirotkin, Pérez, Ericsson e Vandoorne.
Enquanto Vettel comandava a corrida dentro dos planos da Ferrari e mantendo Bottas 4s atrás, Räikkönen vinha mais distante. Já Verstappen, o quarto, tentava abrir do companheiro Ricciardo, que tinha um Hamilton se aproximando pouco a pouco.
Logo depois que Vettel completou a 33ª volta, a Ferrari decidiu chamar Räikkönen para os pits. O finlandês entrou e mudou os ultramacios do início da prova por um jogo novinho de supermacio. Ainda assim, o nórdico perdeu o quinto posto para Lewis - mas não deixou de pressionar o atual campeão. 
Três giros depois, Bottas foi aos boxes buscar os pneus supermacios, voltando ainda em segundo. A Ferrari respondeu imediatamente e logo trouxe Vettel para o pit-stop único. O líder da corrida trocou para os compostos vermelhos também, retornando com 5s de vantagem para o finlandês da Mercedes. Verstappen, Ricciardo e Hamilton completavam os cinco primeiros.
Na volta 43, Alonso surgiu lento pela pista e não teve jeito a não ser deixar a disputa, abandonando pela segunda vez consecutiva uma prova na temporada.
Lá na frente, Vettel chegou a ver Bottas se aproximar a menos de 3s, mas o finlandês acabou errando enquanto perseguia o alemão e viu a chance cair por terra. Mais atrás, Hamilton ainda tentava alcançar Ricciardo, mas também teve seus vacilos e não conseguiu, assim acabou a corrida mesmo em quinto, perdendo a liderança do campeonato para um Sebastian dominante, que levou a Ferrari à vitória.
O fim da corrida ainda foi marcado por um patacoada da direção de prova. Com uma convidada a cargo de encerrar a corrida que no caso a modelo Winnie Harlow, foi dar a bandeirada antes do tempo. Uma volta antes, na verdade. Na 69 e para Räikkönen. Depois do vacilo, o diretor da corrida assumiu a função e agitou a bandeirada quadriculada para o vencedor.

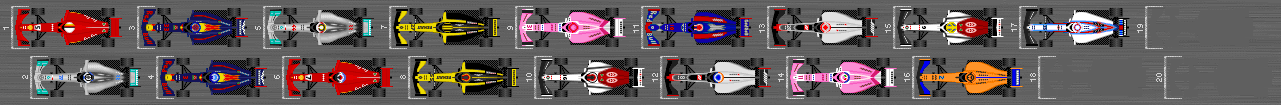
Resultado da corrida

## Pneus
| Nome do composto | Cor | Banda de rolamento | Condições de Tempo | Dry Type  | Aderência      | Longevidade   |
| ---------------- | --- | ------------------ | ------------------ | --------- | -------------- | ------------- |
| Hiper Macio      |     | Slick (P Zero)     | Seco               | Hypersoft | Mais aderência | Menos durável |
| Ultra Macio      |     | Slick (P Zero)     | Seco               | Ultrasoft | Médio          | Médio         |
| Super Macio      |     | Slick (P Zero)     | Seco               | Supersoft | Médio          | Médio         |

| Escolhas de Pneus de cada piloto para o GP do Canadá: | Escolhas de Pneus de cada piloto para o GP do Canadá: | Escolhas de Pneus de cada piloto para o GP do Canadá: | Escolhas de Pneus de cada piloto para o GP do Canadá: | Escolhas de Pneus de cada piloto para o GP do Canadá: | Escolhas de Pneus de cada piloto para o GP do Canadá: |
| ----------------------------------------------------- | ----------------------------------------------------- | ----------------------------------------------------- | ----------------------------------------------------- | ----------------------------------------------------- | ----------------------------------------------------- |
| Nº                                                    | Pilotos                                               | Equipe(s)                                             | Super Macio                                           | Ultra Macio                                           | Hiper Macio                                           |
| 44                                                    | Lewis Hamilton                                        | Mercedes                                              | 3                                                     | 5                                                     | 5                                                     |
| 77                                                    | Valtteri Bottas                                       | Mercedes                                              | 3                                                     | 5                                                     | 5                                                     |
| 5                                                     | Sebastian Vettel                                      | Ferrari                                               | 2                                                     | 3                                                     | 8                                                     |
| 7                                                     | Kimi Räikkönen                                        | Ferrari                                               | 2                                                     | 3                                                     | 8                                                     |
| 3                                                     | Daniel Ricciardo                                      | Red Bull-TAG Heuer                                    | 2                                                     | 3                                                     | 8                                                     |
| 33                                                    | Max Verstappen                                        | Red Bull-TAG Heuer                                    | 2                                                     | 3                                                     | 8                                                     |
| 11                                                    | Sergio Pérez                                          | Force India-Mercedes                                  | 3                                                     | 2                                                     | 8                                                     |
| 31                                                    | Esteban Ocon                                          | Force India-Mercedes                                  | 3                                                     | 2                                                     | 8                                                     |
| 18                                                    | Lance Stroll                                          | Williams-Mercedes                                     | 5                                                     | 1                                                     | 7                                                     |
| 35                                                    | Sergey Sirotkin                                       | Williams-Mercedes                                     | 4                                                     | 2                                                     | 7                                                     |
| 55                                                    | Carlos Sainz Jr.                                      | Renault                                               | 3                                                     | 2                                                     | 8                                                     |
| 27                                                    | Nico Hülkenberg                                       | Renault                                               | 3                                                     | 2                                                     | 8                                                     |
| 10                                                    | Pierre Gasly                                          | Toro Rosso-Honda                                      | 2                                                     | 3                                                     | 8                                                     |
| 28                                                    | Brendon Hartley                                       | Toro Rosso-Honda                                      | 2                                                     | 3                                                     | 8                                                     |
| 8                                                     | Romain Grosjean                                       | Haas-Ferrari                                          | 2                                                     | 4                                                     | 7                                                     |
| 20                                                    | Kevin Magnussen                                       | Haas-Ferrari                                          | 3                                                     | 3                                                     | 7                                                     |
| 14                                                    | Fernando Alonso                                       | McLaren-Renault                                       | 2                                                     | 4                                                     | 7                                                     |
| 2                                                     | Stoffel Vandoorne                                     | McLaren-Renault                                       | 2                                                     | 4                                                     | 7                                                     |
| 9                                                     | Marcus Ericsson                                       | Sauber-Ferrari                                        | 2                                                     | 4                                                     | 7                                                     |
| 16                                                    | Charles Leclerc                                       | Sauber-Ferrari                                        | 3                                                     | 3                                                     | 7                                                     |

## Resultados

### Treino Classificatório
| Pos.                    | Nº | Piloto            | Construtor                | Q1       | Q2       | Q3       | Grid |
| ----------------------- | -- | ----------------- | ------------------------- | -------- | -------- | -------- | ---- |
| 1                       | 5  | Sebastian Vettel  | Ferrari                   | 1:11.710 | 1:11.524 | 1:10.764 | 1    |
| 2                       | 77 | Valtteri Bottas   | Mercedes                  | 1:11.950 | 1:11.514 | 1:10.857 | 2    |
| 3                       | 33 | Max Verstappen    | Red Bull Racing-TAG Heuer | 1:12.008 | 1:11.472 | 1:10.937 | 3    |
| 4                       | 44 | Lewis Hamilton    | Mercedes                  | 1:11.835 | 1:11.740 | 1:10.996 | 4    |
| 5                       | 7  | Kimi Räikkönen    | Ferrari                   | 1:11.725 | 1:11.620 | 1:11.095 | 5    |
| 6                       | 3  | Daniel Ricciardo  | Red Bull Racing-TAG Heuer | 1:12.459 | 1:11.434 | 1:11.116 | 6    |
| 7                       | 27 | Nico Hülkenberg   | Renault                   | 1:12.795 | 1:11.916 | 1:11.973 | 7    |
| 8                       | 31 | Esteban Ocon      | Force India-Mercedes      | 1:12.577 | 1:12.141 | 1:12.084 | 8    |
| 9                       | 55 | Carlos Sainz Jr.  | Renault                   | 1:12.689 | 1:12.097 | 1:12.168 | 9    |
| 10                      | 11 | Sergio Pérez      | Force India-Mercedes      | 1:12.702 | 1:12.395 | 1:12.671 | 10   |
| 11                      | 20 | Kevin Magnussen   | Haas-Ferrari              | 1:12.680 | 1:12.606 | —        | 11   |
| 12                      | 28 | Brendon Hartley   | Toro Rosso-Honda          | 1:12.587 | 1:12.635 | —        | 12   |
| 13                      | 16 | Charles Leclerc   | Sauber-Ferrari            | 1:12.945 | 1:12.661 | —        | 13   |
| 14                      | 14 | Fernando Alonso   | McLaren-Renault           | 1:12.979 | 1:12.856 | —        | 14   |
| 15                      | 2  | Stoffel Vandoorne | McLaren-Renault           | 1:12.998 | 1:12.440 | —        | 15   |
| 16                      | 10 | Pierre Gasly      | Toro Rosso-Honda          | 1:13.047 | —        | —        | 193  |
| 17                      | 18 | Lance Stroll      | Williams-Mercedes         | 1:13.590 | —        | —        | 16   |
| 18                      | 35 | Sergey Sirotkin   | Williams                  | 1:13.643 | —        | —        | 17   |
| 19                      | 9  | Marcus Ericsson   | Sauber-Ferrari            | 1:14.593 | —        | —        | 18   |
| Tempo dos 107%:1:16.729 |    |                   |                           |          |          |          |      |
| 20                      | 8  | Romain Grosjean   | Haas-Ferrari              | S/Tempo  | —        | —        | 204  |
| Fonte:                  |    |                   |                           |          |          |          |      |

Notas
- ↑3  – Pierre Gasly foi punido por ter seu motor trocado antes da corrida.
- ↑4  – Romain Grosjean não obteve o seu tempo de volta no Q1.

### Corrida
| Pos.   | Nu. | Piloto            | Construtor                | Voltas | Tempo/Retirado | Grid | Pontos |
| ------ | --- | ----------------- | ------------------------- | ------ | -------------- | ---- | ------ |
| 1      | 5   | Sebastian Vettel  | Ferrari                   | 681    | 1:28:31.377    | 1    | 25     |
| 2      | 77  | Valtteri Bottas   | Mercedes                  | 681    | +7.376s        | 2    | 18     |
| 3      | 33  | Max Verstappen    | Red Bull Racing-TAG Heuer | 681    | +8.360s        | 3    | 15     |
| 4      | 3   | Daniel Ricciardo  | Red Bull Racing-TAG Heuer | 681    | +20.892s       | 6    | 12     |
| 5      | 44  | Lewis Hamilton    | Mercedes                  | 681    | +21.559s       | 4    | 10     |
| 6      | 7   | Kimi Räikkönen    | Ferrari                   | 681    | +27.184s       | 5    | 8      |
| 7      | 27  | Nico Hülkenberg   | Renault                   | 671    | +1 volta       | 7    | 6      |
| 8      | 55  | Carlos Sainz Jr.  | Renault                   | 671    | +1 volta       | 9    | 4      |
| 9      | 31  | Esteban Ocon      | Force India-Mercedes      | 671    | +1 volta       | 8    | 2      |
| 10     | 16  | Charles Leclerc   | Sauber-Ferrari            | 671    | +1 volta       | 13   | 1      |
| 11     | 10  | Pierre Gasly      | Toro Rosso-Honda          | 671    | +1 volta       | 19   |        |
| 12     | 8   | Romain Grosjean   | Haas-Ferrari              | 671    | +1 volta       | 20   |        |
| 13     | 20  | Kevin Magnussen   | Haas-Ferrari              | 671    | +1 volta       | 11   |        |
| 14     | 11  | Sergio Pérez      | Force India-Mercedes      | 671    | +1 volta       | 10   |        |
| 15     | 9   | Marcus Ericsson   | Sauber-Ferrari            | 661    | +2 voltas      | 18   |        |
| 16     | 2   | Stoffel Vandoorne | McLaren-Renault           | 661    | +2 voltas      | 15   |        |
| 17     | 35  | Sergey Sirotkin   | Williams-Mercedes         | 661    | +2 voltas      | 17   |        |
| Ret    | 14  | Fernando Alonso   | McLaren-Renault           | 43     | Escapamento    | 14   |        |
| Ret    | 28  | Brendon Hartley   | Toro Rosso-Honda          | 0      | Colisão        | 12   |        |
| Ret    | 18  | Lance Stroll      | Williams-Mercedes         | 0      | Colisão        | 16   |        |
| Fonte: |     |                   |                           |        |                |      |        |

Notas
- ↑1  – Apesar de terem sido completadas as 70 voltas, oficialmente a corrida foi encerrada na volta 68, devido a bandeirada ser dada pela modelo Winnie Harlow de forma equivocada na volta 68.

- ↑2  – Daniel Ricciardo fez a volta mais rápida da prova na volta 69, 1min 13s 839, porém devido a bandeirada ser dada pela modelo Winnie Harlow de forma equivocada na volta 68, o recorde ficou com Max Verstappen.

## Curiosidades
- Fernando Alonso disputa o 300º GP de sua carreira.
- Sebastian Vettel venceu pela 50º vez de sua carreira e está uma vitória de igualar as 51 vitórias de Alain Prost.
- A Ferrari volta a vencer o Grande Prêmio do Canadá desde 2004 vencida por Michael Schumacher.

## Voltas na Liderança
- Commons

| Nº de Voltas | Piloto           | Voltas |
| ------------ | ---------------- | ------ |
| 68           | Sebastian Vettel | 1-68   |

## 2018DHLFastest Pit Stop Award

### Resultado
| 1      | 9  | Marcus Ericsson   | Sauber-Ferrari            | 2.37 | 25 |
| 2      | 33 | Max Verstappen    | Red Bull Racing-TAG Heuer | 2.51 | 18 |
| 3      | 3  | Daniel Ricciardo  | Red Bull Racing-TAG Heuer | 2.51 | 15 |
| 4      | 5  | Sebastian Vettel  | Ferrari                   | 2.76 | 12 |
| 5      | 7  | Kimi Räikkönen    | Ferrari                   | 2.80 | 10 |
| 6      | 35 | Sergey Sirotkin   | Williams                  | 2.85 | 8  |
| 7      | 44 | Lewis Hamilton    | Mercedes                  | 2.88 | 6  |
| 8      | 11 | Sergio Pérez      | Force India               | 2.88 | 4  |
| 9      | 14 | Fernando Alonso   | McLaren-Renault           | 2.91 | 2  |
| 10     | 2  | Stoffel Vandoorne | McLaren-Renault           | 3.02 | 1  |
| Fonte: |    |                   |                           |      |    |

### Classificação
| Tabela do DHL Fastest Pit Stop Award \| Pos \| Construtor \| Pontos \| Var \| \| --- \| -------------------- \| ------ \| ------- \| \| 1 \| Red Bull-TAG Heuer \| 184 \| Estável \| \| 2 \| Ferrari \| 118 \| 1 \| \| 3 \| Mercedes \| 107 \| 1 \| \| 4 \| Williams-Mercedes \| 94 \| Estável \| \| 5 \| Sauber-Ferrari \| 84 \| Estável \| \| 6 \| Force India-Mercedes \| 42 \| Estável \| \| 7 \| McLaren-Renault \| 27 \| Estável \| \| 8 \| Toro Rosso-Honda \| 23 \| Estável \| \| 9 \| Haas-Ferrari \| 15 \| Estável \| \| 10 \| Renault \| 13 \| Estável \| |                      |        |         |
| Pos | Construtor           | Pontos | Var     |
| 1 | Red Bull-TAG Heuer   | 184    | Estável |
| 2 | Ferrari              | 118    | 1       |
| 3 | Mercedes             | 107    | 1       |
| 4 | Williams-Mercedes    | 94     | Estável |
| 5 | Sauber-Ferrari       | 84     | Estável |
| 6 | Force India-Mercedes | 42     | Estável |
| 7 | McLaren-Renault      | 27     | Estável |
| 8 | Toro Rosso-Honda     | 23     | Estável |
| 9 | Haas-Ferrari         | 15     | Estável |
| 10 | Renault              | 13     | Estável |

## Tabela do campeonato após a corrida
Somente as cinco primeiras posições estão incluídas nas tabelas.
| Pos | Piloto           | Pontos | Var     |
| --- | ---------------- | ------ | ------- |
| 1   | Sebastian Vettel | 121    | 1       |
| 2   | Lewis Hamilton   | 120    | 1       |
| 3   | Valtteri Bottas  | 86     | 1       |
| 4   | Daniel Ricciardo | 84     | 1       |
| 5   | Kimi Räikkönen   | 68     | Estável |

| Pos | Construtor         | Pontos | Var     |
| --- | ------------------ | ------ | ------- |
| 1   | Mercedes           | 206    | Estável |
| 2   | Ferrari            | 189    | Estável |
| 3   | Red Bull-TAG Heuer | 134    | Estável |
| 4   | Renault            | 56     | Estável |
| 5   | McLaren-Renault    | 40     | Estável |